# Maria Luisa Giuseppa Vanot
Maria Luisa (o Ludovica) Giuseppa Vanot, in religione Maria Natalia di San Ludovico, anche nota come beata Luigia (Valenciennes, 12 giugno 1728 – Valenciennes, 17 ottobre 1794), è stata una religiosa francese, proclamata beata nel 1920 da papa Benedetto XV insieme alle altre dieci martiri di Valenciennes.
Monaca orsolina, fu ghigliottinata durante la Rivoluzione francese nel 1794 insieme a quattro consorelle.

## Culto
La sua Memoria liturgica cade il 17 ottobre.

## Iconografia
Viene rappresentata con l'abito di orsolina con la palma e con una scure.